# Csúcstranzitív gráf

Minden Cayley-gráf csúcstranzitív és minden csúcstranzitív gráf reguláris

A matematika, azon belül a gráfelmélet területén egy G=(V, E) gráf csúcstranzitív, ha minden u, v ∈ V csúcspárra létezik olyan f:V→V gráfautomorfizmus, amelyre f(u)=v.

## Elemi tulajdonságok
- Minden csúcstranzitív gráf reguláris.
- Csúcstranzitív gráf komplementere is csúcstranzitív.

## Véges példák

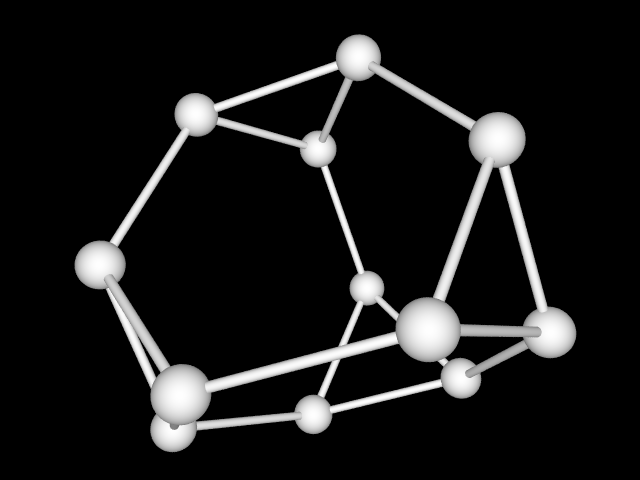
Csonkított tetraéder élgráfja is csúcstranzitív

- Minden Kneser-gráf és azok komplementerei, a Johnson-gráfok csúcstranzitívak.
  - Speciális Kneser-gráfként a Petersen-gráf is csúcstranzitív.
- A véges Cayley-gráfok csúcstranzitívak.
- A szabályos testek élgráfjai csúcstranzitívak.
- Minden hiperkocka élgráfja csúcstranzitív.
- Minden teljes gráf csúcstranzitív.
- A {\displaystyle K_{n,n}} gráfok, tehát az azonos számosságú osztályokkal rendelkező teljes páros gráfok is csúcstranzitívak.
- A körgráfok szintén csúcstranzitívak.
- Csúcstranzitívak a gyűrűs kockák is.

## Végtelen példák
- Minden végtelen Cayley-gráf csúcstranzitív.
- Minden Bethe-rács Cayley-gráf, így szükségszerűen csúcstranzitív is.